# Даремський договір (1139)
Даремський договір (англ. Treaty of Durham) — мирний договір, укладений у Даремі 9 квітня 1139 року між Давидом I, королем Шотландії, і Стефаном Блуаским, королем Англії, за яким вся Північна Англія (Нортумберленд, Камберленд, Вестморленд і північний Ланкашир) переходила під владу шотландців. Відступлені за Даремським договором території були повернуті тільки в 1157 році.

## Передісторія
Після смерті в 1135 році англійського короля Генріха I на престол Англії вступив Стефан Блуаський, однак його права були оскаржені дочкою Генріха I імператрицею Матильдою. Династична суперечка незабаром переросла в громадянську війну, яка тривала близько двадцяти років і призвела до суттєвого послаблення центральної влади і розгулу феодальної анархії в Англії. Цим скористався шотландський король Давид I, який уже в 1136 році виступив на підтримку прав Матильди, своєї племінниці. Очевидно, однак, що захист її інтересів був лише приводом для спроби анексії північноанглійських графств: Камберленда, який перебував під владою шотландських монархів до 1092 року, і Нортумберленда, на який Давид I мав претензії як чоловік Матильди Гантингдонської, спадкоємиці англосаксонських ерлів Нортумбрії.
Шотландське вторгнення 1136 року завершилося укладенням 5 лютого Першого Даремського договору, згідно з яким король Стефан Блуаський передав Генріхові Шотландському, сину Давида I, Карлайл і Донкастер, а також титул і володіння графа Гантинґдона. Крім того англійський король був змушений пообіцяти врахувати претензії шотландців при вирішенні питання про призначення графа в Нортумбрію.
Перемир'я, однак, тривало недовго. Початок активних військових дій в Англії між прихильниками короля і імператриці Матильди в 1137 році надало нові можливості для наступу шотландців. Узимку-навесні 1138 року війська Давида I здійснили кілька походів на англійську територію, жорстоко розоривши північні графства. Але 22 серпня 1138 року шотландська армія була розбита англійським військом архієпископа Йоркського в «битві Штандартів». Давид I відступив до Карлайла, проте через деякий час знову відновив набіги на Нортумберленд. У листопаді 1138 р. шотландці захопили замок Уарк. Зайнятий боротьбою з Робертом Глостерским та іншими прихильниками імператриці в південній Англії, король Стефан був не в змозі організувати дієву відсіч шотландцям. Посередником на переговорах про мир стала Матильда Булонська, дружина Стефана і внучка Давида I, і кардинал Альберик, призначений папським легатом в Британію. Багато в чому завдяки їхнім зусиллям, англійському й шотландському королям на початку 1139 року вдалося прийти до угоди.

## Умови договору
Умови договору, укладеного між Англією і Шотландією 9 квітня 1139 року в Даремі були вкрай сприятливі для шотландського короля. Стефан Блуаський визнав за Генріхом Гантинґдонським, сином Давида I, титул графа Нортумбрії і передав йому в лен Нортумберленд, включаючи сучасні графства Камберленд, Вестморленд і Ланкашир на північ від Риббля, втримавши за собою лише Бамборо і Ньюкасл-апон-Тайн. Таким чином, вся територія Англії на північ від Тиса перейшла під владу шотландців. Натомість Давид I і граф Генріх заприсяглися зберігати мир і вірність королю Стефану, як забезпечення віддавши англійському королю заручників.

## Наслідки
Умови Даремського договору 1139 року задовольнили шотландського короля. Надалі Давид I майже не брав участі в громадянській війні в Англії, за винятком короткого періоду після битви при Лінкольні в 1141 році, коли він надав допомогу імператриці Матильді в її тимчасовому захопленні англійського престолу, а також проваленої спроби наступу на Йорк в 1149 р. В Північній Англії, що перейшла під владу шотландців, зберігався мир і порядок, що різко контрастувало з феодальною анархією, що панувала на більшій частині решти території королівства. Примирення з Давидом I дозволило Стефану Блуаському сконцентрувати свої сили на боротьбі з імператрицею Матильдою. Хоча в короткостроковому плані поступка Карлайла і Ланкаширу шотландцям призвела до переходу на бік Матильди Ранульфа де Жернона, графа Честера, що спричинило поразку короля в битві при Лінкольні в 1141 році, в довгостроковій перспективі умиротворення на північному кордоні внесло істотний внесок у перемогу Стефана в боротьбі з Матильдою. Тим не менш Нортумберленд при Генріху Шотландському і його сину Вільгельму був практично повністю виведений з-під контролю англійського короля, що створювало загрозу його приєднання до Шотландії.
Період феодальної анархії в Англії завершився в 1154 році вступом на престол Генріха II Плантагенета, який почав проводити політику зміцнення центральної влади і повернення королю втрачених за роки громадянської війни земель, замків і прав. У 1157 році Генріх II змусив Малькольма IV повернути англійському королю Нортумберленд і інші володіння, відступлені за Даремським договором. Тим самим було відновлено єдність території Англії. Спроба Вільгельма I Лева відвоювати Нортумберленд в 1173—1174 рр .. завершилася катастрофою: король Шотландії потрапив у полон і за Фалезьким договором був змушений не тільки відмовитися від північноанглійських графств, але й визнати сюзеренітет англійського короля над Шотландією. Після звільнення Вільгельма I війна продовжилася, однак закріпити Нортумберленд і Камберленд за Шотландією так і не вдалося.